# Konrád Ferenc
| Konrád Ferenc                             | Konrád Ferenc                                                      |
| Kattints az alábbi külső linkek egyikére! | Kattints az alábbi külső linkek egyikére!                          |
| ----------------------------------------- | ------------------------------------------------------------------ |
| Nem található szabad kép.(?)              |                                                                    |
| külső link · jogvédett                    | Magyar Olimpiai Bizottság. Olimpikonjaink: Konrád III. Ferenc. Dr. |

Konrád Ferenc (Budapest, 1945. április 17. – Budapest, 2015. április 21.) olimpiai bajnok vízilabdázó, edző, orvos, Konrád Sándor Európa-bajnok vízilabdázó és Konrád János olimpiai bajnok vízilabdázó testvére. A sportsajtóban Konrád III. Ferenc néven ismert.

## Sportpályafutása
Az Óbudai Árpád Gimnáziumban tanult 1959–1963 között. 1956-tól a Budapesti Lokomotív, illetve a BVSC (Budapesti Vasutas Sport Club), 1966-tól az OSC (Orvosegyetemi Sport Club), illetve a Medicor OSC, majd 1980-tól a Külker SC sportolója volt. Úszásban és vízilabdázásban is versenyzett, de kiemelkedő eredményeket vízilabdázásban ért el. 1963 és 1976 között 178 alkalommal szerepelt a magyar válogatottban. 
Három olimpián vett részt, 1976-ban, Montréalban tagja volt az olimpiai bajnoki címet nyert csapatnak.  Az aktív sportolástól 1982-ben vonult vissza.
Még visszavonulása előtt, 1980-tól 1981-ig a Budapesti Spartacus vízilabda-szakosztályának edzője volt. 1984-től játékvezető.

### Sporteredményei
- olimpiai bajnok (1976)
- olimpiai 2. helyezett (1972)
- olimpiai 3. helyezett (1968)
- világbajnok (1973)
- világbajnoki 2. helyezett (1975)
- Európa-bajnok (1974)
- Európa-bajnoki 2. helyezett (1970)
- Universiade-győztes (1965)
- kétszeres BEK-győztes (1972, 1978)
- nyolcszoros magyar bajnok
- kétszeres Magyar Kupa-győztes (1970, 1974)

## Díjai, elismerései
- Az év magyar vízilabdázója (1966)

## Orvosi pályafutása
1971-ben a Semmelweis Orvostudományi Egyetemén (SOTE) fogorvosi oklevelet szerzett. Ekkor SOTE Fogpótlási Klinika, 1974-től a Gyermekfogászati Klinika tudományos munkatársa, majd 1992-től egyetemi adjunktusa lett.

## Emlékezete
- Nevét viseli a Budapest XVI. kerületi Szentmihályi Konrád Ferenc Uszoda (2017)[5]